# Puzzle

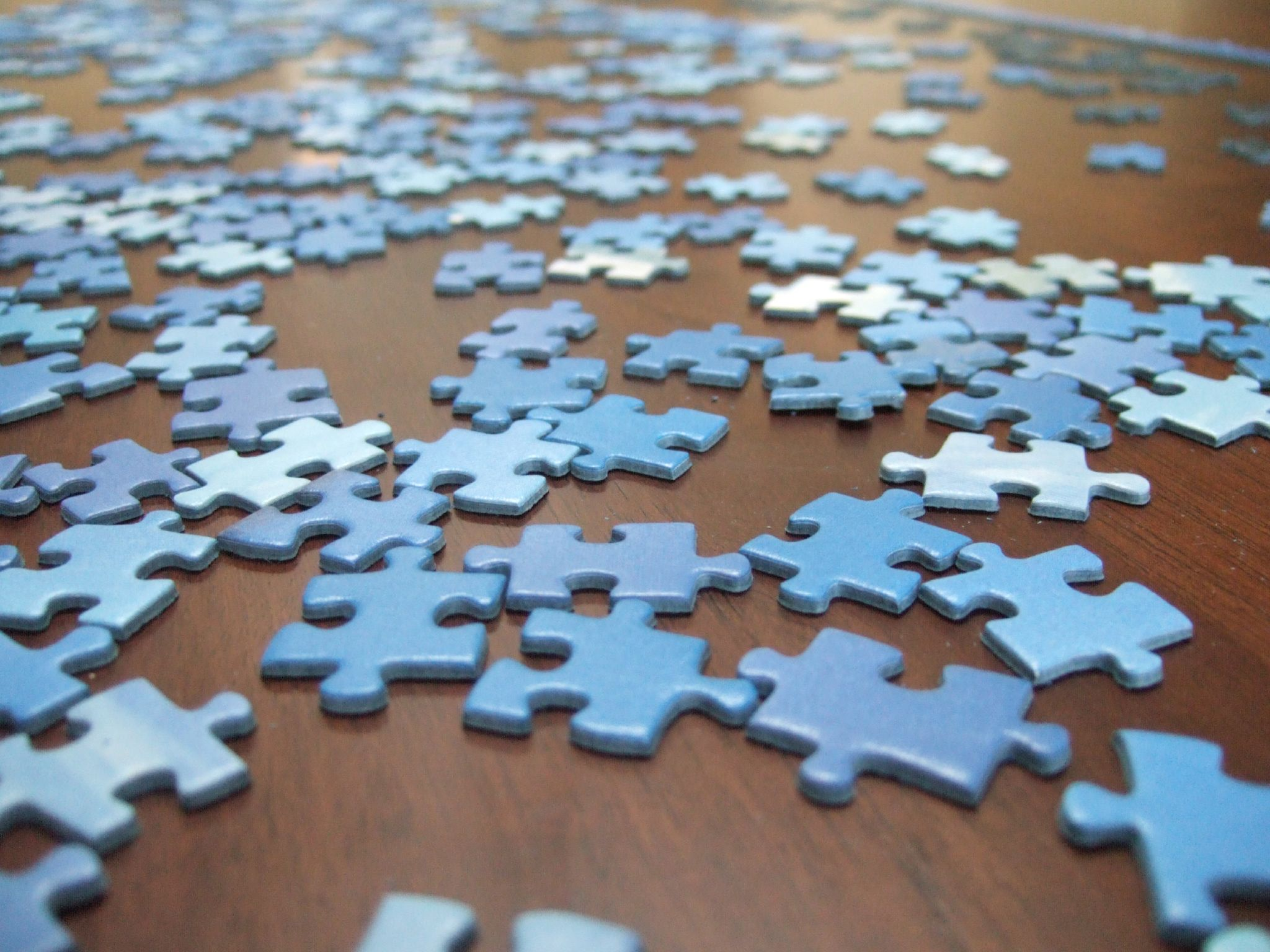
Dílky puzzle

Puzzle (původní anglická výslovnost [ˈpʌzəl]IPA, v češtině buď pazl nebo též zdomácněla výslovnost pucle či puclíky, označovaná jako lidová či méně formální) je skládačka vzniklá rozřezáním destičky s obrázkem na drobné dílky charakteristických tvarů, které do sebe zapadají jen jediným správným způsobem. Později vznikly různé varianty, např. 3D puzzle, kdy se skládá prostorový objekt, např. model nějaké slavné budovy nebo koule (tzv. puzzle ball).

## Název a výslovnost
Anglické slovo puzzle označuje jakýkoli hlavolam, skládačku, záhadu nebo také křížovku. Do češtiny a mnoha dalších jazyků bylo přejato pro označení konkrétního typu skládačky, pro kterou se v angličtině používá označení jigsaw puzzle (slovo jigsaw označuje přímočarou či lupénkovou pilku, kterou se původně destička s obrázkem rozřezávala).
Místo správné anglické výslovnosti [pazl] se v Česku ujala také podoba pucle, případně puclík. Velmi rozšířená podoba pucle podle Hany Prokšové svědčí o adaptaci tohoto výrazu, možná i o neznalosti anglické výslovnosti; odpovídá pravidlům pro čtení německých textů. Internetová jazyková příručka ÚJČ AVČR i v ní citovaný Akademický slovník cizích slov uvádějí dvojí výslovnost: pazl jako náležitou a základní výslovnost, pucle jako výslovnost lidovou, vhodnou jen v méně formálních projevech, ovšem rovněž rozšířenou.
Akademický slovník cizích slov v citaci v Internetová jazykové příručce uvádí skloňování pouze v rodu mužském neživotném podle tvrdého vzoru, zároveň připouští slovo i jako nesklonné ve všech třech rodech. Internetová jazyková příručka ÚJČ AVČR uvádí (stav k dubnu 2020) slovo v šesti variantách: ve všech třech rodech (střední dle vzoru moře, ženský podle vzoru růže, mužský neživotný v tvrdém skloňování podle vzoru hrad) a též ve všech třech rodech jako nesklonné. K frekvenci, vhodnosti ani stylové příznačnosti těchto šesti variant se příručka nijak nevyjadřuje. V publikaci Jazykové poradny ÚJČ AVČR Na co se nás často ptáte je u hesla puzzle vysvětleno, že původně bylo slovo spíš nesklonné, postupně se pak začalo skloňovat. Podle Hany Prokšové počeštěná výslovnost pucle nejvíce evokuje rod ženský nebo střední, nesklonná varianta nejvíce implikuje rod střední. Podle jazykového povědomí Hany Prokšové ohýbání podle vzoru hrad zásadně nad nesklonnou podobou nepřevažuje.

## Velikosti puzzle

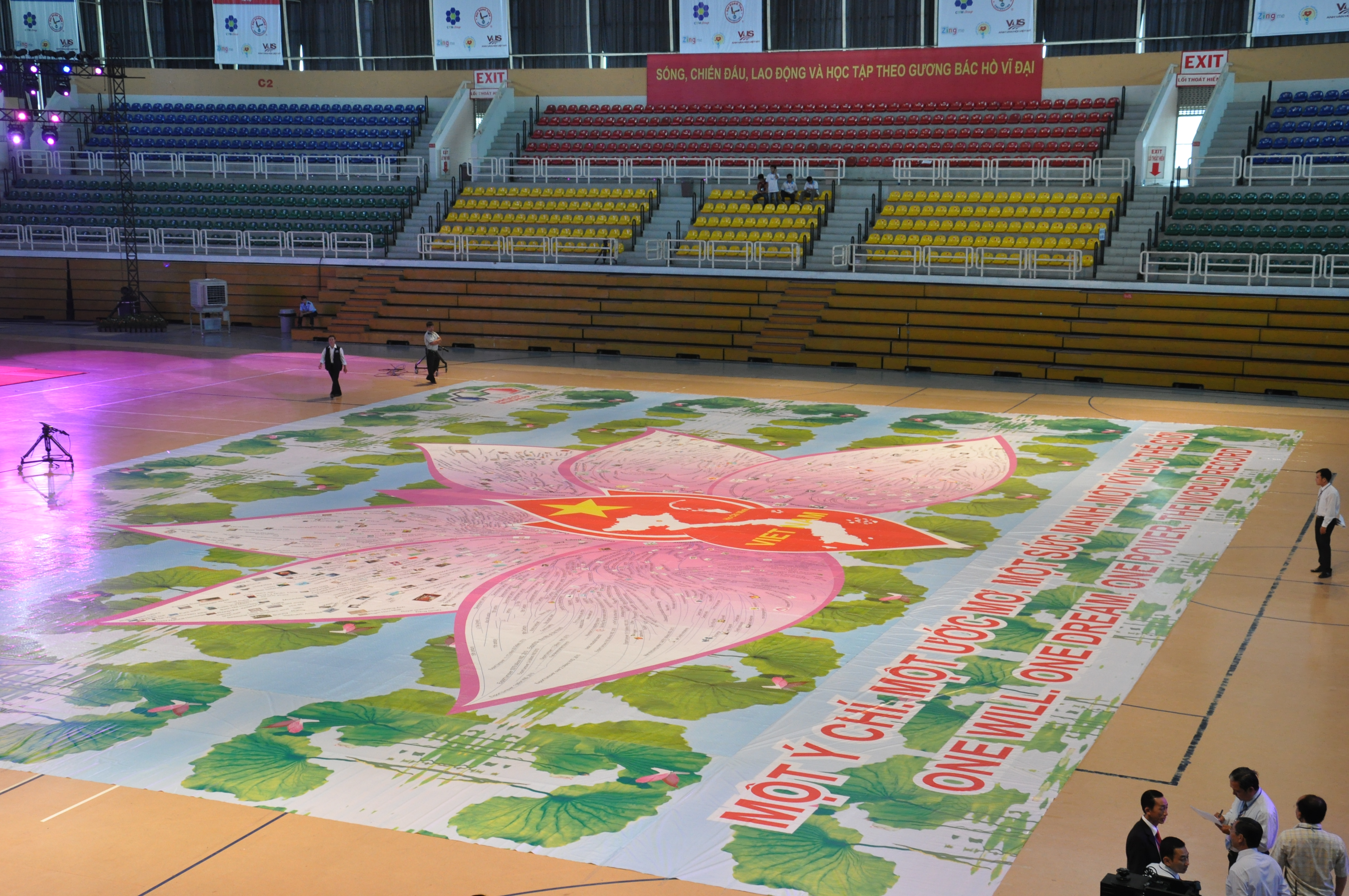
Rekordní puzzle s 551 232 dílky

Puzzle se běžně objevují v mnoha různých velikostech, počínaje jen několika velkými dílky (pro malé děti), až po puzzle o mnoha tisících dílků.
Typické velikosti prodávaných skládaček: 20 dílků, 24 dílků, 48 dílků, Mini 54 dílků, 60 dílků, 80 dílků, 99 dílků, 100 dílků, 200 dílků, 260 dílků, 300 dílků, 400 dílků, 500 dílků, 750 dílků, 1 000 dílků, 1 500 dílků, 2 000 dílků, 3 000 dílků, 4 000 dílků, 5 000 dílků, 6 000 dílků, 9 000 dílků, 10 000 dílků, 13 200 dílků a 18 000 dílků.[zdroj?]
Největší komerčně prodávaná puzzle mají přes 50 000 dílků; Guinnessova kniha rekordů uvádí jako puzzle s nejvíce dílky skládačku o 551 232 dílcích, která byla v roce 2011 sestavena ve sportovní hale ve vietnamském Ho Či Minově Městě.